# Scar (Disney)
Scar, geboren als Taka, is de belangrijkste antagonist uit meerdere films van The Walt Disney Company die zich afspelen op en nabij de Afrikaanse savanne. Hij is een antropomorfe leeuw.
Scars verhaallijn begint in De Leeuwenkoning, een tekenfilm uit 1994, en de remake hiervan uit 2019. Hij is eerst lange tijd doorgegaan voor de broer van koning Mufasa en de oom van Simba. Zijn huidige naam (het Engelse woord voor "litteken") dankt hij aan het opvallende litteken aan zijn oog.

## Verhaallijnen
In The Lion King wil Scar graag zelf koning worden, in plaats van zijn broer die inmiddels ook al een welpje heeft. Hij bedenkt daarom meerdere plannen om zowel Mufasa als Simba te vermoorden. De eerste keer lokt hij Simba naar een olifantenkerkhof, waar de hyena's een eind aan Simba's leven moeten maken. Dit mislukt doordat Zazoe net op tijd Mufasa heeft kunnen waarschuwen.
Dan geeft Scar de hyena's de opdracht om een kudde gnoes in een kloof op hol te laten slaan, met als doel dat Mufasa en Simba daar vertrapt zullen worden. Mufasa weet Simba nog te redden, maar komt zelf om doordat Scar hem terug in de kloof gooit. Scar maakt vervolgens Simba wijs dat de dood van Mufasa Simba's schuld is en eist dat Simba voorgoed vlucht. De hyena's moeten Simba alsnog doden, maar slagen daar niet in.
Als Simba later als volwassen leeuw terugkeert in zijn geboorteland, bindt hij de strijd aan met Scar. Uiteindelijk vertelt Scar Simba de waarheid. Simba weet zichzelf te redden en eist van Scar dat die op zijn beurt vertrekt. Aanvankelijk lijkt Scar te gehoorzamen, maar dan valt hij Simba opnieuw aan. Simba gooit Scar van de rots naar beneden, waarop Scars eigen hyena's zich tegen hem keren en hem verscheuren.
In The Lion Guard: Return of the Roar werd onthuld dat Scar ooit leider was van "The Lion Guard" en de "Roar of the Elders" bezat. Hij verloor deze gave echter doordat hij deze gebruikte om zijn Lion Guard te doden. Later in The Lion Guard verschijnt Scar als geest en vormt hij de grootste bedreiging voor het trotse land. In deze serie richt Scar een leger op bestaande uit hyena's, jakhalzen, gieren, krokodillen en Ushari (een Egyptische cobra), die ingeschakeld worden voor Scar's boze plannen. In het begin van het derde seizoen wordt onthuld dat Scar zijn litteken kreeg door de beet van een cobra, waarna hij de controle over de Roar of the Elders verloor en nog kwaadaardiger werd. Tijdens zijn laatste aanval lokt Scar Kion in een hinderlaag waar hij gebeten wordt door Ushari. Hierdoor krijgt Kion ook een litteken en verliest hij de controle over zichzelf. Kion kan Scar alsnog verslaan met een speciale versie van de Roar of the Elders. 
In The Lion King II: Simba's trots (1998), het rechtstreekse vervolg op de tekenfilm, is Scar weer even te zien in een nachtmerrie van Simba.
In Mufasa: The Lion King (2024) wordt meer bekend over de voorgeschiedenis tussen Mufasa en Scar, die eigenlijk Taka heette. Het blijkt dat ze geen echte broers van elkaar zijn, maar dat Mufasa als welp werd geadopteerd door Taka's ouders, een koningspaar. Later keerde Taka zich tegen Mufasa en probeerde hem voor het eerst uit de weg te ruimen. Taka liep toen ook het litteken op dat hem de nieuwe naam Scar opleverde.

## Stemvertolkingen
In de oorspronkelijke Engelstalige versie van de film wordt Scars stem door Jeremy Irons vertolkt, en de zangstem gedeeltelijk door Jim Cummings. In de Nederlandstalige versie door Arnold Gelderman. Vanaf The Lion Guard wordt de Nederlandse stem overgenomen door Marcel Jonker. De stem van Scar voor de remake uit 2019 werd ingesproken door Chiwetel Ejiofor. De Nederlandse stem werd wederom ingesproken door Marcel Jonker. In de vervolgfilm Mufasa: The Lion King uit 2024 werd de stem van Scar ingesproken door Kelvin Harrison jr. en Theo Somolu. In de Nederlandse versie werd de stem ingesproken door Roben Mitchell van den Dungen Bille en Noah Fontijn. In de Vlaamse versie werd de stem ingesproken door Martijn Claes en Simon Vermeir.

## Muziek
- Scar zingt in The Lion King (de oorspronkelijke tekenfilm en de remake uit 2019) het eigen lied Be Prepared.